# Diccionario de datos
Un diccionario de datos, o repositorio de metadatos, como lo define el IBM Dictionary of Computing, es un repositorio centralizado de información sobre datos tales como significado, relación con otros datos, origen, uso y formato.
En un diccionario de datos se encuentra la lista de todos los elementos que forman parte del flujo de datos en todo el sistema. Los elementos más importantes son flujos de datos, almacenes de datos y procesos. El diccionario guarda los detalles y descripciones de todos estos elementos.
Si los analistas desean conocer cuántos caracteres abarca un determinado dato o qué otros nombres recibe en distintas partes del sistema, o dónde se utiliza, encontrarán las respuestas en un diccionario de datos desarrollado en forma apropiada.
El diccionario se desarrolla durante el análisis de flujo de datos y auxilia a los analistas que participan en la determinación de los requerimientos de sistemas.